# Stand by Your Man
Stand by Your Man («Будь опорой своего мужчины») — баллада в стиле кантри, выпущенная синглом в сентябре 1968 года и ставшая визитной карточкой исполнительницы Тэмми Уайнетт. Одна из самых часто исполняемых и перепеваемых песен в стиле кантри. Авторы слов и музыки — сама Уайнетт и её продюсер Билли Шеррилл.
Песня представляет собой призыв к женщинам поддерживать своих мужчин в трудные для них минуты. По этой причине она стала предметом нападок феминисток, посчитавших, что слова песни исходят из представлений о второсортности женщин. Так, Хиллари Клинтон в одном из интервью начала 1990-х заявила, что она «не из тех дамочек, которые прячутся за своими мужиками, как Тэмми Уайнетт». Эти слова вызвали резкую отповедь со стороны певицы.
В конце 1968 года песня на протяжении трёх недель возглавляла кантри-чарты журнала Billboard, в одночасье превратив Уайнетт в звезду первой величины. Успех сопутствовал и одноимённому альбому. В 1975 г. песня возглавила национальный хит-парад Великобритании.
В 1970 году песня Уайнетт прозвучала в титрах фильма «Пять лёгких пьес» (сквозной музыкальный лейтмотив подружки главного героя). В фильмах «Братья Блюз» (1980) и «Жестокая игра» (1992) ту же песню исполняют актёры, занятые в главных ролях. Мелодию можно услышать и в десятках других кинолент. В 2010 г. Библиотека Конгресса объявила о внесении «Stand by Your Man» в национальный реестр наиболее значимых аудиозаписей в истории США.
В 2024 году Rolling Stone поместил песню на 8-е место в своем рейтинге 200 величайших кантри-песен всех времен.